# Featuring varios
Featuring Varios es el nombre del sexto álbum independiente y segundo en grupo del rapero mexicano C-Kan. El álbum fue lanzado a principios del 2008 por el sello discográfico Mastered Trax Latino. Su primer álbum en grupo como "RADIKALES" fue La rebelión de un sueño a finales del 2007.

## Lista de canciones
| N.º     | Título                                                   | Duración |  |
| 1.      | «Cicatrices» (feat. Bodka 37)                            | 3:21     |  |
| 2.      | «2 Raperos, 1 Viernes y Mil Cervezas» (feat. Medico)     | 3:24     |  |
| 3.      | «Mc's Alucines» (feat. Bosta)                            | 3:30     |  |
| 4.      | «Taking Over» (feat. Pistolero, Push)                    | 3:10     |  |
| 5.      | «Radicales» (feat. Bodka 37, Masibo)                     | 3:22     |  |
| 6.      | «Colaboración Sin Dirección» (feat. Stunner)             | 2:20     |  |
| 8.      | «Clik, Clik, Bang, Bang» (feat. Pistolero)               | 4:24     |  |
| 9.      | «Contrataka»                                             | 5:23     |  |
| 10.     | «México Underground» (feat. Cero)                        | 4:10     |  |
| 11.     | «Calle» (feat. Masibo)                                   | 2:09     |  |
| 12.     | «Estúpido Y Creído» (feat. Mexiclan, Pistolero)          | 4:16     |  |
| 13.     | «Gunskan» (feat. Pistolero)                              | 3:08     |  |
| 14.     | «Houston»                                                | 2:50     |  |
| 15.     | «Lan Ganga» (feat. Kois, Masibo)                         | 3:36     |  |
| 16.     | «Mc's Débiles» (feat. Dedos, Medico)                     | 4:13     |  |
| 17.     | «Pump it Up» (feat. Kolor)                               | 3:53     |  |
| 18.     | «Put Your Hans Up» (feat. Diamante)                      | 4:01     |  |
| 19.     | «Siento Que Te Extraño» (feat. Mau-Vanne, Neggro Azteka) | 4:42     |  |
| 20.     | «UYI» (feat. Markito, Masibo)                            | 5:07     |  |
| 21.     | «Ya No Regreses» (RADIKALES)                             | 4:25     |  |
| 1:12:44 |                                                          |          |  |